# Excentradenia adenophora
Excentradenia adenophora är en tvåhjärtbladig växtart som först beskrevs av Noel Yvri Sandwith, och fick sitt nu gällande namn av W.R. Anderson. Excentradenia adenophora ingår i släktet Excentradenia och familjen Malpighiaceae. Inga underarter finns listade i Catalogue of Life.